# Tandy Radio Shack TRS 80 Model 4P
Tandy Radio Shack TRS 80 Model 4P (TRS 80 Model 4P) је био преносиви рачунар, производ фирме Тенди (Tandy Radio Shack) који је почео да се израђује у САД током 1983. године.
Користио је Z80A као централни микропроцесор а RAM меморија рачунара TRS 80 Model 4P је имала капацитет од 64 или 128 KB. 
Као оперативни систем кориштен је TRS-DOS 6.0 до 6.2, LS-DOS 6.3, CP/M.

## Детаљни подаци
Детаљнији подаци о рачунару TRS 80 Model 4P су дати у табели испод.
|                       |                                                                            |
| [ 1 ]                 |                                                                            |
| Произвођач            | Тенди                                                                      |
| Тип                   | преносиви рачунар                                                          |
| Меморија              | 64 или 128 KB                                                              |
| Поријекло             | Сједињене Америчке Државе                                                  |
| Година                | 1983                                                                       |
| Тастатура             | стил писаће машине, 70 тастера са нумеричком тастатуром и тастерима смјера |
| Процесор              |                                                                            |
| Фреквенција процесора | 4                                                                          |
| RAM                   | 64 или 128 KB                                                              |
| ROM                   | 4 KB                                                                       |
| Текст                 | 32 или 64 x 16 / 64 x 40 / 80 x 24                                         |
| Графика               | нема                                                                       |
| Боја                  | једна боја                                                                 |
| Звук                  | Buzzer                                                                     |
| Димензије             | 250 x 44 x 184                                                             |
| Портови               |                                                                            |
| Оперативни систем     |                                                                            |